# Jack Hunter i zaginiony skarb Ugaritu
Jack Hunter i zaginiony skarb Ugaritu (ang. Jack Hunter and the Lost Treasure of Ugarit) – amerykański film przygodowy z 2008 roku w reżyserii Terry'ego Cunninghama.

## Opis fabuły
Poszukiwacz skarbów Jack Hunter (Ivan Sergei) udaje się do Syrii. Chce odnaleźć skarb ukryty przez mieszkańców miasta Ugarit. Mężczyzna zamierza także odszukać morderców ojca. Czasu ma niewiele, bowiem na jego trop wpadli już bezwzględni konkurenci, którzy zrobią wszystko, by wyeliminować niewygodnego poszukiwacza z gry.

## Obsada
- Ivan Sergei – Jack Hunter
- Joanne Kelly – Nadja Ramadan
- Thure Riefenstein – Albert Littmann
- Mario Naim Bassil – Tarique
- Sean Lawlor – Profesor Frederick
- Alaina Huffman – Lena Halstrom
- Sinan Tuzcu – Mustapha
- Mehmet Polat – Dordanov
- Teoman Kumbaracibasi – Petrovsky
- Muhammed Cangören – Ali
- Michael Halphie – Armen Antaki
- Savaş Özdemir – Riyad
- Birol Tarkan Yildiz – Berndt
- Mert Yavuzcan – Fuad Antaki
- Hakan Silahsizoglu – Hakim